# Palatul Neuhausz

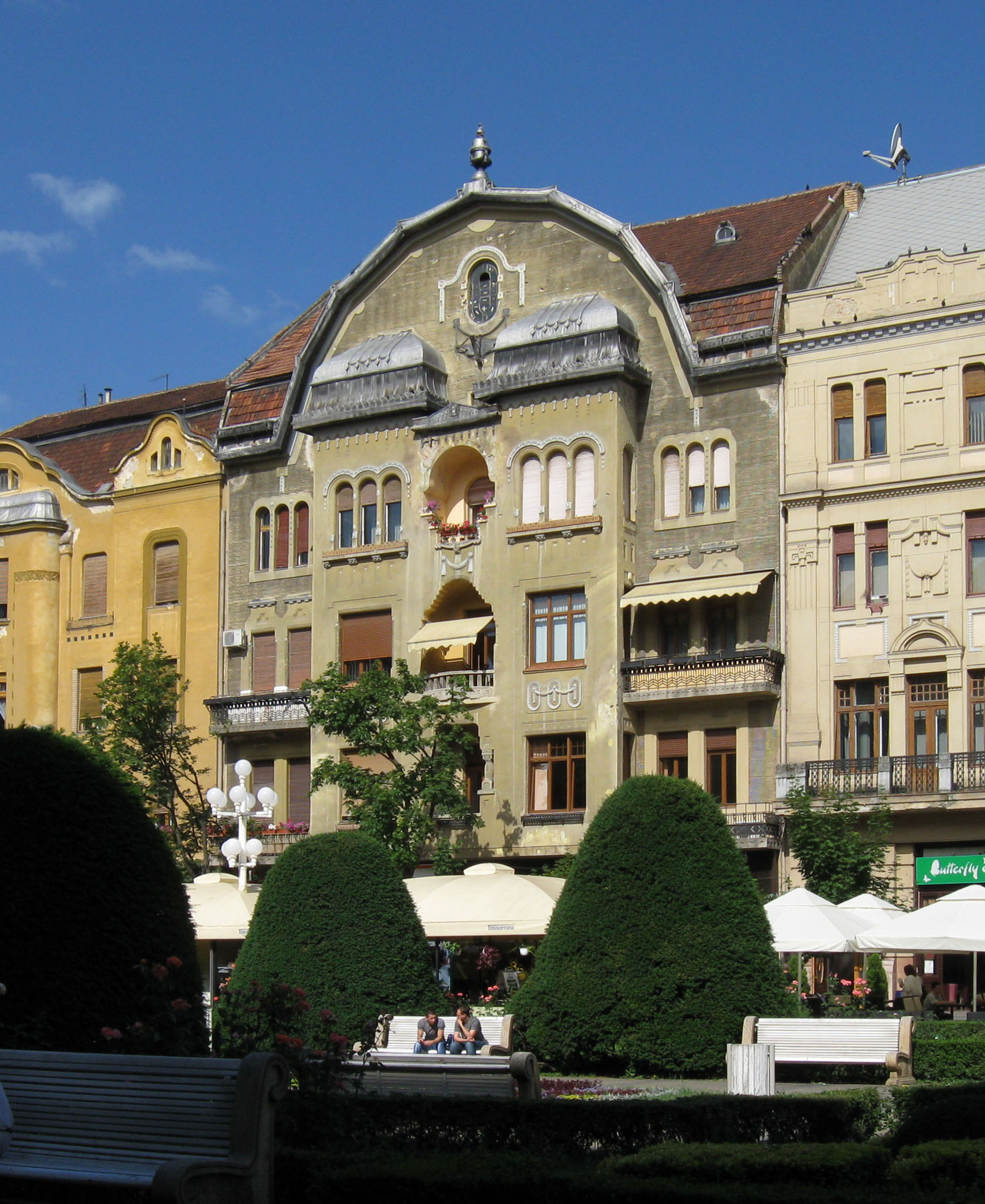
Palatul Neuhausz

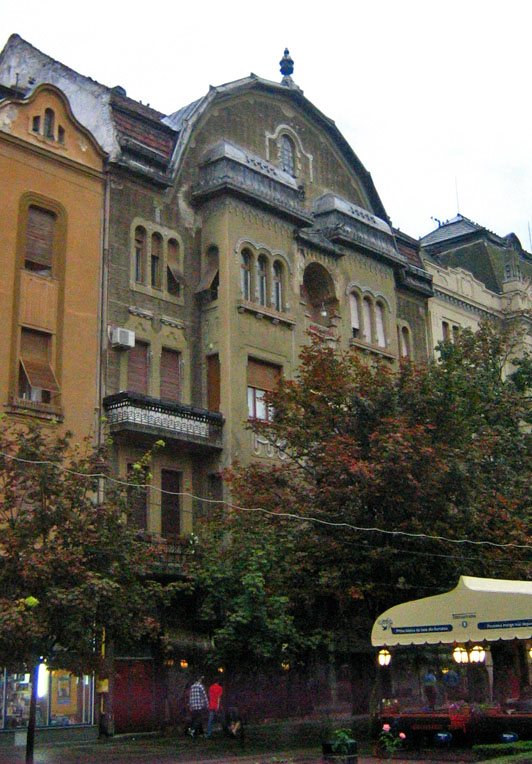

Palatul Neuhaus este o clădire istorică din Piața Victoriei din Timișoara.

## Istoric
A fost construit în 1911 - 1912 după planurile arhitectului László Székely într-o combinație de stiluri eclectic, secesiunea vieneză și art nouveau maghiar.